# Laurence Pomeroy
Laurence Henry Pomeroy Sr (1883-1941) var en brittisk ingenjör.
Pomeroy började sin bana som lärling på järnvägsbolaget North London Railway. 1905 började han hos Vauxhall Motors där han avancerade till chefskonstruktör.
Efter en tid hos Alcoa i New York återvände han till Storbritannien som chefskonstruktör för Daimler Motor Company 1926. Tre år senare utsågs han till VD för Daimler. 1937 tog han över VD-posten för De Havilland Aircraft Company.